# Хижина в хлопчатнике
«Хижина в хлопчатнике» (англ. The Cabin in the Cotton), встречаются также варианты перевода названия «Хижина в хлопке», «Хижина среди хлопка» и «Хижина на плантации»; в советском прокате 1930-х годов шёл под названием «Предательство Марвина Блейка»; на DVD в России был выпущен компанией «Светла» под названием «Тени к югу» — американский кинофильм Майкла Кёртиса 1932 года. Сценарий Пола Грина основан на одноимённом романе Гарри Гаррисона Кролла. Главную роль исполнил в прошлом популярная звезда немого кино, актёр шедевров Дэвида Уорка Гриффита — Ричард Бартелмес. Однако фильм запомнился зрителям и критикам главным образом ярким появлением во второплановой роли Бетт Дейвис. 24-летняя молодая актриса до этого снялась уже в 10 фильмах, но здесь впервые блеснула, обратив на себя внимание. В одной из сцен она произносит фразу с южным акцентом, взятую прямо из книги: «Я бы с удовольствием поцеловала тебя, но я только что помыла волосы». С этими словами Бетт Дейвис, сыгравшая первую плохую девушку в своей карьере, оставила всех молодых актрис позади, войдя в число новых популярных звёзд кинематографа. Дэвис начала свою карьеру в кино за год до этого в кинокомпании Universal, но после нескольких бесцветных ролей студия уволила её. Warner Brothers предложили ей контракт, и вот уже в этом, 1932-м году, Дейвис прорывается с этой ролью в число самых популярных молодых актрис.

## Сюжет
В начальных кадрах фильма возникает титр, поведавший зрителю следующее: «Во многих частях юга сегодня существует бесконечный спор между богатыми землевладельцами, известными как плантаторы, и бедными сборщиками хлопка, заслужившими прозвище „отребье“. Плантаторы удовлетворяли простейшие требования крестьян, а взамен те без устали трудились в полях. Не один том мог быть написан в определении прав и обязанностей обеих сторон, но создатели этого фильма не собираются принимать сторону ни одного из них. Наша единственная цель правдиво описать эту страницу истории».
Лэйн Норвуд — владелец хлопковых плантаций. После смерти Тома Блейка, одного из арендаторов, заботится об образовании его сына Марвина Блейка, чтобы впоследствии взять того работником на свою ферму.
После окончания школы Марвин Блейк работает бухгалтером и продавцом в магазине Норвуда. Хозяин приблизил его к себе. Норвуд говорит Марвину — «Теперь ты один из нас, так что нечего тебе общаться с фермерами. Хотя, для того чтоб узнать о чём они разговаривают, что замышляют, можешь и посетить их».
В глазах фермеров Марвин предатель, они уверены, что он на стороне своего хозяина. В то время как сам Марвин ещё не может определиться, с кем ему быть? Та же ситуация и в его личной жизни. Он увлечён Бетти, дочерью фермера Джо Райта и Мэдж, дочерью своего хозяина. Когда Марвин узнаёт, что арендаторы воруют хлопок у хозяина, он не сдаёт их, так как отдаёт себе отчёт в их трудных условиях жизни.
Однажды Мэдж позвала Марвина на праздничный приём в их доме. Притаившись за окном хозяйского дома, за банкетом и последовавшими за ним танцами наблюдали кое-кто из бедных фермеров. Они видят как Марвин приветствуется в богатом доме как гость. Мэдж в это время сообщает Марвину, что отныне он должен жить в их доме, таково требование её отца. Мэдж и Марвин целуются.
Когда прокурор Картер сообщает Норвуду об убийстве владельца соседней плантации одним из фермеров, начинается большая охота с собаками за беглецом. Марвин с ужасом наблюдал за последовавшим линчеванием несчастного. Фермеры, обложенные долгами перед хозяином, поджигают контору Норвуда в надежде, что огонь уничтожит финансовые книги, в которых фиксировались их займы. Норвуд в отчаянии, он думает, что разорён, однако Марвин успокаивает хозяина, сообщив ему о том, что все дела вёл в двух экземплярах и у него сохранились копии документов.
На следующий день Марвин узнаёт, что сыновья знакомого ему Джейка Фишера арестованы за поджог. Джейк рассказывает Марвину о том, что его отец умер от бесчеловечного с ним обращения со стороны Норвуда и просит его, чтоб он отдал имеющиеся у него копии финансовых книг фермерам. Марвин отказывается и берётся самостоятельно изучить записи в этих книгах. Сделав вывод из прочитанного, он понял, что Норвуд загнал его отца в фиктивные долги, после чего тот и умер от непосильной работы, пытаясь рассчитаться. Марвин бросает в лицо хозяину слова гнева и возмущения, после чего начинает складывать вещи, но всё же Мэдж смогла его удержать своим признанием в любви.
Марвин встречается с прокурором Картером, который даёт ему совет организовать встречу владельцев плантаций с фермерами-арендаторами. Выступая перед собравшимися, Марвин предлагает более приемлемые условия договоров между хозяевами и арендаторами. Некоторые из владельцев плантаций соглашаются с его планом. Норвуд против. Только когда Марвин обвиняет Норвуда в его махинациях по обману фермеров и грозит разоблачением, предоставив имеющиеся у него записи, тот вынужден согласиться с предложенным планом. Наконец Марвин добивается, чтобы все подписали новые контракты, надеясь с этого момента на лучшие времена для всех.

## В ролях
- Ричард Бартелмесс — Марвин Блейк
- Дороти Джордан — Бетти Райт
- Бетт Дейвис — Мэдж Норвуд
- Харди Олбрайт — Роланд Нил
- Дэвид Ландау — Том Блейк
- Бертон Чёрчилль — Лэйн Норвуд
- Дороти Петерсон — Лилли Блейк
- Рассел Симпсон — Джо Райт
- Талли Маршалл — Слик
- Генри Б. Уолтхолл — Клинтон
- Эдмунд Брис — Холмс Скотт
- Джон Марстон — Рассел Картер
- Эрвилль Олдерсон — Сток Фишер
- Уильям Ле Мэйр — Джек Фишер
- Кларенс Мьюз — слепой негр
- Гарри Кординг — Росс Клинтон (в титрах не указан)

## Премьеры
- США — 26 сентября 1932 года состоялась премьера в городке Дайерсберг, штат Теннеси, США, а с 15 октября того же года фильм начал демонстрироваться в американских кинотеатрах[2].
- Швеция — в Европе фильм впервые был показан 10 марта 1933 года в Стокгольме (Швеция)[2].
- Франция — во Франции фильм демонстрировался с 10 июня 1933 года[2].
- СССР — в советском кинопрокате демонстрировался с 25 мая 1934 года, субтитры — «Союзинторгкино», 1934 г.[3].

## О фильме
Когда продюсер Дэррил Ф. Занук указал режиссёру Майклу Кёртису попробовать Бетт Дейвис на роль Мэдж Норвуд, режиссёр возразил: «Ты шутишь? Кто захочет пойти с ней в постель?». Разъярённый решением продюсера, он вопреки своей воле, пошёл на съёмочную площадку, называя вслух Дэвис плохой актрисой («проклятая паршивая актрисочка»).
Спустя годы Дейвис прокомментировала: «Мистер Кёртис, должна признать, был монстром и великим европейским режиссером». Он не был актёрским режиссёром... Мы должны были быть очень энергичными с ним. Воистину он был самым жестоким человеком, которого я знала, но он знал, как сделать хороший фильм". Актриса сделала шесть фильмов с Кёртисом, в том числе «Частная жизнь Елизаветы и Эссекса» (1939).
Дейвис нравился её партнёр Бартелмесс, но он был сдержан своим стилем игры. «Он абсолютно ничего не делал в сценах на расстоянии, в основном следовал театральной разметке для средних планов и зарезервировал весь актёрский талант для крупных планов, поэтому было необходимо использовать почти все его крупные планы». Бартелмесс сказал о Дейвис: «В ней было много страсти, невозможно было её не чувствовать…»
Позже Дейвис призналась, что была ещё девственницей, когда работала на этом проекте. «Да, это абсолютная правда. Никто не спрашивал», — подчеркнула она. «Но мой персонаж характеризовался яростной сексуальностью. (Ну, если бы они знали, что я все еще девственница, они бы не поверили, что я смогу вжиться в образ.) Они бы не поверили мне, если бы знали, но никто не спросил. Может быть, они думали, что у каждой молодой актрисы была разгульная жизнь».

## Комментарии
1. ↑  Русское название «Хижина в хлопчатнике» распространено в советском киноведении, в том числе в последнем издании «Кинословаря» 1986 года издания (стр. 630); в энциклопедических изданиях «Режиссёрская энциклопедия. Кино США» и «Актёрская энциклопедия. Кино США». Под названием «Хижина в хлопке» фильм упомянут в старом издании «Кинословаря» 1966—1970 гг. (стр. 1405) и на некоторых сайтах в сети, например Кино-Театр.ру. Под названием «Хижина на плантации» фильм демонстрировался на российском ТВ. Название «Хижина среди хлопка» также встречается в рунете. Под названием «Предательство Марвина Блейка» фильм демонстрировался в кинозалах бывшего СССР. Название «Тени к югу» было придумано фирмой «Светла», выпустившей киноленту на DVD уже в современной России и под этим же названием информацию о фильме можно найти на некоторых сайтах в сети, например на КиноПоиске.